# Elektrolumineszenz

Flüssigkristallanzeige mit und ohne EL-Folien-Hintergrundbeleuchtung

Elektrolumineszenz (EL), auch Destriau-Effekt genannt, ist eine Form der Lumineszenz, bei der ein Festkörper durch Anlegen eines elektrischen Feldes bzw. einer elektrischen Spannung dazu angeregt wird, elektromagnetische Strahlung, z. B. in Form von Licht, zu emittieren.

## Geschichte

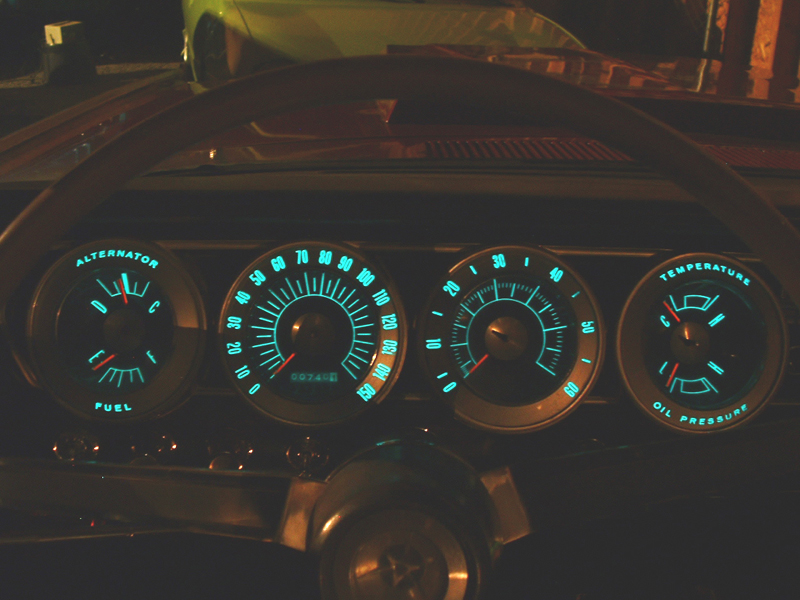
Armaturenbrett eines 1966er Dodge Charger mit Elektrolumineszenz-Beleuchtung

Der Effekt wurde von dem Wissenschaftler Georges Destriau entdeckt, der 1936 im Labor der Kernphysikerin Marie Curie an einer Metalllegierung experimentierte, um deren Leitfähigkeit zu testen.
Das von ihm verwendete Zinksulfid war versehentlich mit Kupfer verunreinigt und zeigte eine Lichtemission, als er starke elektrische Felder an die Legierung anlegte.
Die technische Nutzung war wegen der damals sehr geringen Lebensdauer der Versuchsaufbauten noch nicht möglich. Diese resultierte meist aus einer unzureichenden Abschottung der lichtemittierenden Schichten gegenüber Sauerstoff und Wasser. Destriau entwickelte das Material weiter zu einem serienreifen Produkt, der sogenannten Elektrolumineszenz-Folie, die zunächst beim Militär in Cockpits und zur Tragflächen-Befeuerung eingesetzt wurde. Heute ist wegen Fortschritten in der Materialwissenschaft und besseren Verkapselungen (im Sinne obiger „Abschottung“) eine Nutzung z. B. als Hintergrundbeleuchtung für LC-Displays möglich.
1962 wurde die Leuchtdiode (LED) erfunden, ein Halbleiterbauelement, das bei Anlegen einer elektrischen Spannung Licht emittiert. Das zugrunde liegende Phänomen wird auch in diesem Falle als Elektrolumineszenz bezeichnet, obwohl sich der physikalische Mechanismus von dem von Destriau entdeckten Effekt unterscheidet (siehe „Mechanismen“). Leuchtdioden haben seitdem eine große Verbreitung als Anzeige- und Beleuchtungselemente erfahren. Mit der Entwicklung von Organischen Leuchtdioden (OLED) seit 1987, die ebenfalls zu den elektrolumineszenten Bauelementen gezählt werden, hat sich das Anwendungsgebiet von LEDs nochmals erweitert.

## Mechanismen

Schematische Darstellung elektrolumineszenter Bauelemente

Von den denkbaren physikalischen Mechanismen, einen Festkörper durch Anlegen eines elektrischen Feldes zur Emission von Licht anzuregen, sind die folgenden zwei von technischer Bedeutung.

### Wechselfeldanregung (Destriau-Effekt)
Der Strahler, beispielsweise eine Elektrolumineszenz-Folie, ist aufgebaut wie ein Kondensator. Das elektrolumineszente Material, in der Regel mit Metallen dotiertes Zinksulfid (z. B. ZnS:Mn), liegt isoliert zwischen den Elektroden. Durch das Anlegen eines starken elektrischen Wechselfeldes werden in der elektrolumineszenten Schicht Elektronen beschleunigt. Stöße an den durch die Dotierung erzeugten Störstellen versetzen Elektronen in angeregte Zustände, die unter Aussendung von Licht in den Grundzustand zurückfallen. Die zur Anregung erforderliche Feldstärke liegt bei 10 kV/cm. Für dünne Schichten genügen einige 100 V mit einer Frequenz von 200 bis 4000 Hz.

### Gleichspannungsanregung (p-n-Übergang)
Dotierte Halbleiter erzeugen Licht in der p-n-Grenzschicht einer Leuchtdiode bei niedriger Gleichspannung. Dabei kommen verschiedene Halbleitermaterialien zum Einsatz, z. B. AlGaAs, GaAsP, GaP und GaN, deren Bandlücke insbesondere die Farbe des emittierten Lichtes bestimmt.
Organische Leuchtdioden funktionieren nach einem ähnlichen Prinzip, allerdings sind sie als Schottky-Dioden aufgebaut, weisen also im Unterschied zu anorganischen LEDs zwei Elektroden mit verschiedenen Austrittsarbeiten auf. Als emittierende Materialien werden organische Halbleiter wie z. B. Alq3 verwendet.

### Andere Anregungen
Wird die Definition der Elektrolumineszenz nicht auf Festkörper begrenzt, so zählen im strengen Sinne auch Gasentladungslampen dazu, allerdings ist die Bezeichnung in diesem Zusammenhang nicht üblich.

## Bauelemente
- Elektrolumineszenz-Folie; andere Bezeichnungen: Lichtfliese, Elektrolumineszenz-Schlauch, Elektrolumineszenz-Draht